# История кальвинизма
Несмотря на то, что кальвинизм номинально должен начинаться с Жана Кальвина, тем не менее его историю часто возводят к Цвингли. Во многом это объясняется не формальной, а содержательной стороной вопроса. История Реформации начинается 31 октября 1517 года, когда Мартин Лютер прибил 95 тезисов к воротам церкви в Виттенберге. Однако лютеранство не стало единственным направлением в протестантизме.

## Швейцарско-немецкий кальвинизм
В 1529 году во время Марбургского диспута обозначился раскол между лютеранами (немецкими протестантами) и реформатами (швейцарскими протестантами), которых представлял Цвингли. При общей приверженности идеям Реформации их разделил вопрос о причастии. Реформаты настаивали на символическом характере причастия, тогда как Лютер утверждал, что в евхаристии христиане принимают истинное тело и кровь Христа. Цвингли рано погиб в столкновениях с католиками (1531), но дело его Реформации продолжил обосновавшийся в Швейцарии француз Жан Ковен (Кальвин). Связующим звеном между Цвингли и Кальвином был Гийом Фарель. В 1536 году швейцарские протестанты приняли Гельветское исповедание, затем в год окончания католического Тридентского собора (1563) был принят Гейдельбергский катехизис.

## Французский кальвинизм
Попытка кальвинистов закрепиться во Франции, где они были известны под именем гугенотов, не имела успеха. Впервые они о себе заявили в 1534 году в ходе т. н. Дела о листовках. В 1559 году состоялся первый гугенотский синод, на котором было принято Галликанское исповедание. В 1560 году примерно 10 % населения Франции были гугенотами (чуть менее 2 миллионов человек). Всю 2 пол. XVI века во Франции полыхали Гугенотские войны. оплотом гугенотов были города Орлеан, Ла-Рошель, Ним, Тулуза. В 1572 году католики уничтожили около 3 тысяч кальвинистов в Париже в ходе т. н. Варфоломеевской ночи. Тем не менее, гугенотам удалось добиться себе некоторых послаблений благодаря Нантскому эдикту (1598 год), который был отменен в 1685 году.

## Восточноевропейский кальвинизм
Очень рано проник кальвинизм в два крупнейших государства Восточной Европы: Венгрию и Речь Посполиту. В 1567 году Гельветское исповедание распространилось в Венгрии, где образовалась влиятельная Венгерская реформатская церковь, которая ныне охватывает пятую часть верующих венгров.
В Речи Посполитой кальвинизм не стал массовым движением, однако им активно заинтересовалась шляхта. Первая кальвинистская община образуется в 1550 году в городе Пиньчув. В Литве активным проводником кальвинизма был Николай Радзивил. По его инициативе кальвинистским пастором Клецка становится Симон Будный. Значительно ослабили кальвинизм идеи антитринитариев, которые проповедовали польские братья и социане. В 1570 кальвинисты попытались объединиться с другими протестантами против католиков, заключив Сандомирский договор. В ходе Контрреформации зачатки кальвинизма были вытравлены из Речи Посполитой, а поляки и литовцы остались преимущественно в католическом исповедании.

## Голландский кальвинизм
Кальвинисты прочно закрепились в Голландии, где в 1571 году образовалась Нидерландская реформатская церковь. В 1566 году они инициировали Иконоборческое восстание, положившем начало Нидерландской революции. В 1618 году состоялся Дордрехтский синод, подтвердивший Гейдельбергский катехизис. Вместе с голландскими колонистами кальвинизм проник в 1652 году в Южную Африку, где появилась Голландская реформатская церковь Южной Африки. Из Голландии кальвинисты проникли в Великобританию, где они стали известны под именем пуритан. Кальвинизм оказал значительное влияние на формирование голландского национального характера.

## Англо-саксонский кальвинизм
Кальвинисты сыграли также важную роль в Английской революции, богословский результат которой неочевиден. С одной стороны, Церковь Англии разделяет кальвинистскую теологию (Вестминстерское исповедание 1648 года), однако радикальные кальвинисты усмотрели в англиканстве слишком много «папистских» черт в лице пышной церковной иерархии. Несогласные кальвинисты разделились на конгрегационалистов и пресвитериан. Первые обосновались в британской колонии Новая Англия и сыграли важную роль в Американской революции XVIII века. А вторые определили религиозную ситуацию в Шотландии.

## XIX век
В 1817 году на волне празднования 300-летия Реформации начался процесс сближения кальвинистов и лютеран - Евангелическо-лютеранская церковь Пруссии объединилась с отдельными кальвинистскими конгрегациями Пруссии в Евангелическую церковь Пруссии, аналогичные объединения произошли между лютеранскими церквями и кальвинистскими общинами Анхальта, обеих Гессенов, Бадена, Пфальца, Нассау и Франкфурта. Объединение происходило чаще всего в форме объединения кальвинистских конгрегаций в евангелическо-реформатские суперинтендентуры которые в свою очередь были подчинены евангелическо-лютеранским консисториям. В Баварии кальвинистские конгрегации были административно подчинены евангелическо-лютеранской консистории, в Российской Империи - провинциальным евангелическо-лютеранским консисториям, в обеих случаях без евхаристического общения. Одновременно в Германии,  Австрии и России наметилась тенденция перехода кальвинистской церкви от конгрегационалистской к консисториальной системе управления - в 1882 году в Аурихе была открыта евангелическо-реформатская консистория.  

## XX-XXI вв.
В XX веке продолжилась тенденция сближения кальвинизма с лютеранством - в 1922 году лютеранские поместные церкви Германии образовали Союз немецких евангелических церквей в который также вошли кальвинистские Липпская церковь и Евангелическо-реформатская церковь Ганновера (образовали приходы Аурихской консистории, с 1949 года Евангелическо-реформатская церковь Северо-западной Германии), однако другие кальвинистские общины в 1928 году Германии образовали Союз свободных евангелическо-реформатских общин Германии (с 1949 года - Союз евангелическо-реформатских церквей Германии), в который также вошли кальвинистские общины Баварии вышедшие из под управления баварский евангелическо-лютеранской консистории. Однако в 1989-1993 гг. большинство кальвинистских общин перешли Евангелическо-реформатскую церковь Северо-западной Германии, после чего Союзе евангелическо-реформатских церквей осталось только 3 общины. 
Также возникла тенденция сближения кальвинистов с другими направлениями протестантизма, вместе с ней появилась также и тенденция сближения внутри кальвинизма между пресвитерианством и конгрегационализмом - в 1925 году Пресвитерианской церкви Канады (Presbyterian Church in Canada) с Методистской церковью (Methodist Church) и Конгрегационалистским союзом Онтарио и Квебека (Congregational Union of Ontario and Quebec) объединились в Объединённую церковь Канады (United Church of Canada), в 1931 году Национальный совет конгрегационалистских церквей Соединённых Штатов (National Council of the Congregational Churches of the United States) и Генеральная конвенция Христианской церкви (General Convention of the Christian Church) (реставрационисты) объединились в Конгрегационалистскую христианскую церковь (Congregational Christian Churches), в 1934 году Евангелический синод Северной Америки (Evangelical Synod of North America) и Реформатская церковь в Соединённых Штатах (Reformed Church in the United States) объединились в Евангелическую и реформатскую церковь (Evangelical and Reformed Church), в 1957 году Конгрегационалистская христианская церковь (Congregational Christian Churches) и Евангелическая и реформатская церковь (Evangelical and Reformed Church) объединились в Объединённую церковь Христа (United Church of Christ), в 1972 году Конгрегрегационалистская церковь Англии и Уэльс (Congregational Church in England and Wales) и Пресвитерианская церковь Англии (Presbyterian Church of England) объединились в Объединённая церковь Канады (United Reformed Church), в 1981 году к ОРЦ присоединилась Ассоциация Церквей Христа (Association of Churches of Christ in Britain) (реставрационисты), в 2000 году - Конгрегационалистский союз Шотландии (Congregational Union of Scotland), в 1977 году Методистская церковь Австралии (Methodist Church of Australasia), Пресвитерианская церковь Австралии (Presbyterian Church of Australia) и Конгрегационалистский союз Австралии (Congregational Union of Australia) объединились в Объединяющуюся церковь в Австралии, в 2004 году Нидерландская реформатская церковь (Nederlandse Hervormde Kerk), Реформатская церковь Нидерландов (Gereformeerde Kerken in Nederland) и Евангелическо-лютеранская церковь Королевства Нидерланды (Evangelisch-Lutherse Kerk in het Koninkrijk der Nederlanden) объединились в Протестантскую церковь Нидерландов (Protestantse Kerk in Nederland). При этом если объединение пресвитерианских и конгрегационалистских церквей происходило в большинстве случаев как подчинение конгрегационалистских общин пресвитериям, то при объединении кальвинистских и методистских церквей происходило упразднение должностей методистских суперинтентедентов. В 2010 году было создано Всемирное сообщество реформированных церквей (World Communion of Reformed Churches), управляемый генеральным собором (General Council) и исполнительным комитетом (Executive Committee).